# Burkhard von Berlichingen

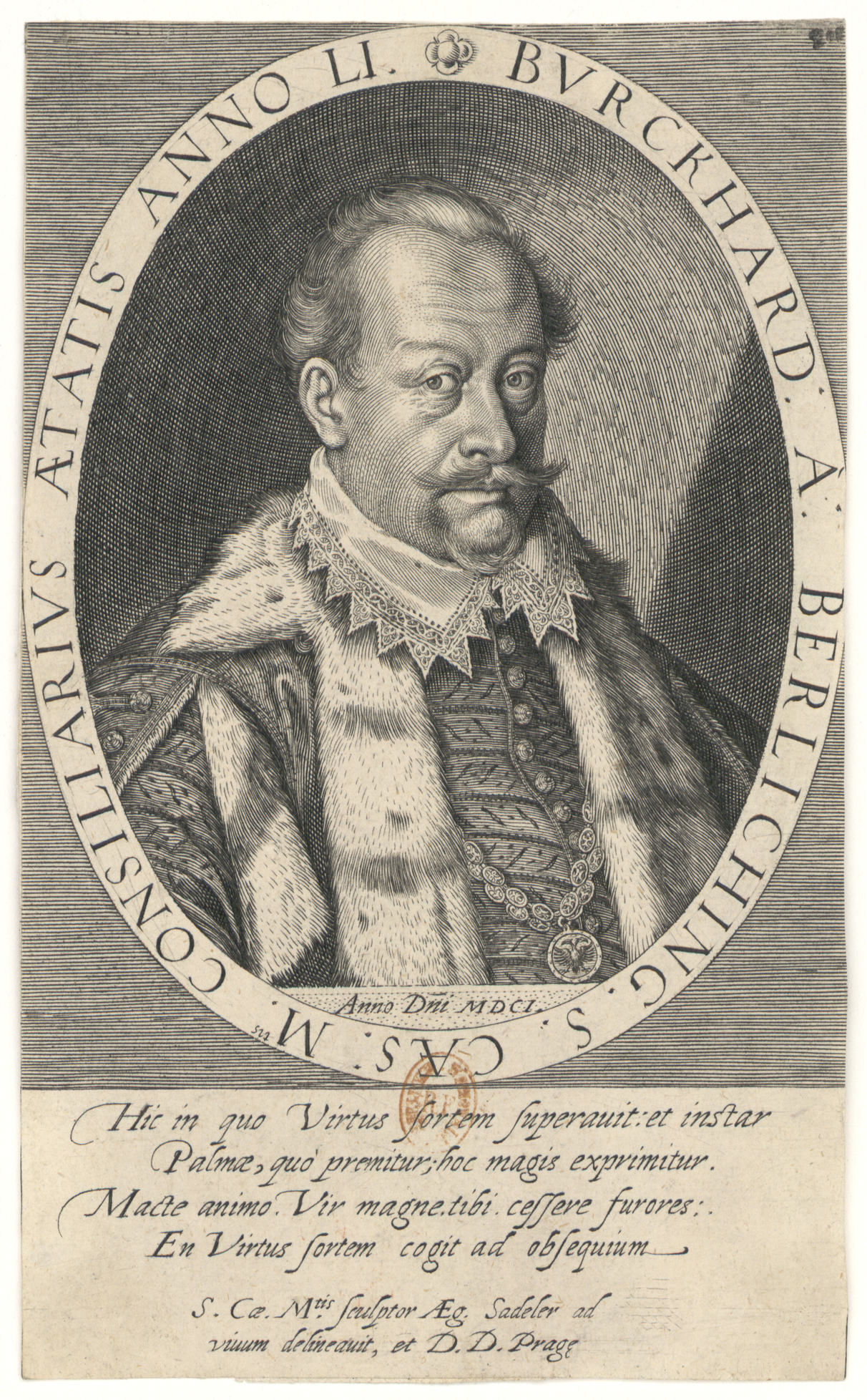
Kupferstich des Burkhard von Berlichingen, Egidius Sadeler 1601

Hans Burkhard von Berlichingen (* um 1550; † 1623 in Würzburg) war Hofmarschall der Herzöge von Württemberg, wirkte aber auch in Diensten des Würzburger Fürstbischofs und Kaiser Rudolfs II.

## Leben
Hans Burkhard von Berlichingen wurde in der Mitte des 16. Jahrhunderts, wohl kurz vor oder nach 1550, geboren. Sein Vater Christoph von Berlichingen gehörte der Geltolfinger Linie der niederadeligen Familie an und war ebenfalls in Diensten des Hochadels tätig. Die Mutter Brigitta war eine geborene Nothaft von Wernberg. Der Vater starb bereits früh, sodass Burkhard ein Vormund zur Seite gestellt wurde. Besondere Bedeutung für das Leben des Burkhard von Berlichingen hat die Erziehung durch den Cousin Ottheinrich von Schwarzenberg. Mit seiner Unterstützung wurde Burkhard durch Herzog Albrecht von Bayern empfohlen.
Daraufhin kam er als Mündel zu Fürstbischof Friedrich von Wirsberg. Zwischen 1569 und 1572 ist Berlichingen als Rat in Würzburg nachgewiesen. Später kehrte er an den bayerischen Hof zurück und wurde Regierungsrat in Straubing. 1582 erhielt Berlichingen eine Anstellung als Rat des Herzogs von Württemberg. Daraufhin verkaufte er seinen Familiensitz Geltolfing 1583 und zog nach Stuttgart um. Am Herzogshof stieg er schnell auf. So wurde er Hofmarschall und später Hof- und Haushofmeister. 1590 wurde Berlichingen Burgvogt in Cannstatt und Waiblingen. Allerdings stieg er erst 1595 zum Rat Herzog Ludwigs von Württemberg auf.
Der lutherische Adelige begann allerdings in den 1590er Jahren Kontakt zum katholischen Kaiserhaus der Habsburger aufzunehmen. So stieg er schnell zum Vertrauten von Kaiser Rudolf II. auf. Dieser beförderte ihn 1597 zum Kaiserlichen Rat. Burkhard von Berlichingen wurde daraufhin von Herzog Friedrich in den Vesten Tübingen und Urach eingesperrt, seine Güter in Binswangen zog der Herzog außerdem ein. Erst durch die Intervention Kaiser Rudolf II. wurde Burkhard von Berlichingen im Jahr 1600 freigelassen. In der Folge konvertierte Berlichingen und seine Familie zum Katholizismus.
Nun erfolgte die Berufung an den Kaiserhof in Wien. Burkhard wurde zwischen 1600 und 1612 vor allem mit Reichssachen betraut. Im Jahr 1613 wurde Berlichingen möglicherweise erneut inhaftiert. Er soll eine Gräfin unangemessen behandelt haben. Daraufhin wurde auch sein Wunsch, in den Dienst der bayerischen Herzöge zurückzukehren, abgelehnt. Berlichingen erhielt in seinen letzten Lebensjahren die Möglichkeit, sich in Würzburg anzusiedeln. Bereits Bischof Julius Echter von Mespelbrunn hatte auf ihn als Rat zurückgegriffen und ihn mit 100 Talern budgetiert. Im Jahr 1623 starb Burkhard von Berlichingen in Würzburg.